# Tesla Bot

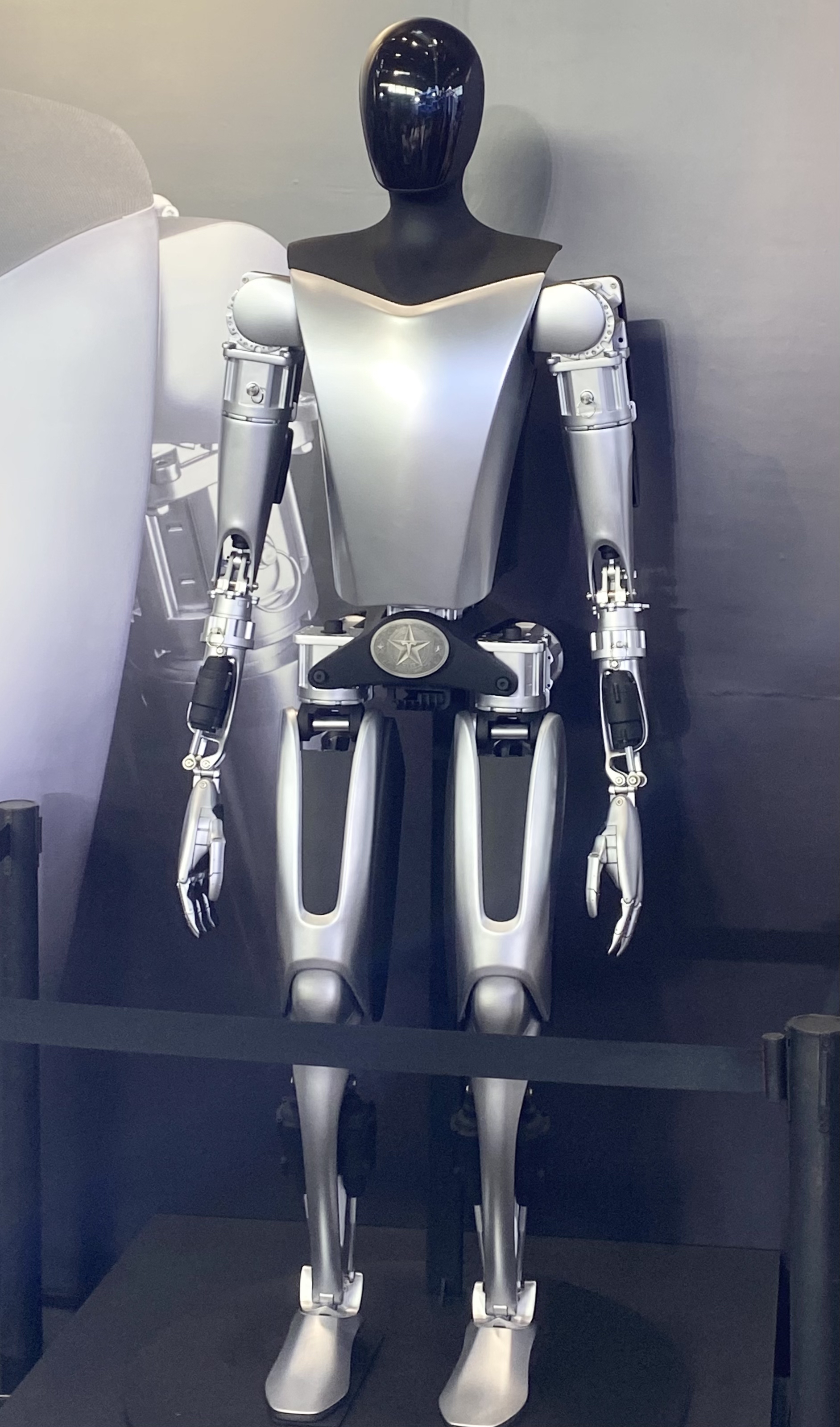
Tesla Bot bei einer Ausstellung (2023)

Der Tesla Bot, auch bekannt als Optimus, ist ein geplanter humanoider Allzweckroboter, der auf dem Tesla AI Day am 19. August 2021 angekündigt wurde. CEO Elon Musk erklärte während der Veranstaltung, dass Tesla bis 2022 einen Prototyp bauen werde.
Im Oktober 2022 wurden zwei Prototypen des Tesla Bot auf dem Tesla AI Day präsentiert. Dabei wurden Bewegungsabläufe wie Gehen und Winken auf der Bühne vorgeführt, ebenso wurde in einem Video die Durchführung einfacher Aufgaben gezeigt. Ein zweiter, winkender Prototyp sollte laut Musk näher am finalen Produkt sein. Am 13. Dezember 2023 wurde eine Weiterentwicklung, der Optimus Generation 2, kurz Gen 2, vorgestellt.

## Spezifikationen
Optimus soll 173 cm groß sein und 57 kg wiegen. Laut der Präsentation auf dem AI Day Event wird ein Tesla Bot “controlled by the same AI system Tesla is developing for the [ADAS] system used in its cars” (deutsch: „von demselben KI-System gesteuert, das Tesla für das FAS-System in seinen Autos entwickelt“) und eine Tragfähigkeit von 20 kg haben. Anheben soll der Tesla Bot sogar Objekte bis zu 68 kg, was mehr als sein eigenes Gewicht wäre. Vorgeschlagene Aktivitäten für das Produkt sind alltägliche „langweilige“ Aufgaben wie Lebensmitteleinkäufe. So soll der Tesla Bot langfristig viele menschliche Tätigkeiten übernehmen und die Realisierung eines bedingungslosen Grundeinkommens vorantreiben.

## Rezeptionen
Kurz nach der Veranstaltung äußerten sich viele Publikationen skeptisch über die Idee. Bloomberg News behauptete, dass ein solches Produkt eine „schleichende Ausweitung der Mission“ darstelle und außerhalb der „Initiativen des Unternehmens für saubere Energie“ stünde. The Verge merkte an, dass „die Geschichte von Tesla mit phantasievollen Ideen übersät ist, die sich nie bewährt haben… es ist also fraglich, ob ein funktionierender Tesla Bot jemals das Licht der Welt erblicken wird“, während der Tesla Bot in einem Leitartikel als „bizarre und brillante Spielerei“ beschrieben wurde. Die Washington Post argumentierte ähnlich, dass „Tesla in der Vergangenheit bei seinen Produktvorstellungen und Investorenpräsentationen immer wieder übertrieben hat und zu viel versprochen hat“.